# 里仁事業
里仁事業股份有限公司，簡稱里仁，是臺灣一家以販售有機商品為其經營主軸的企業，1998年2月成立。

## 沿革
1995年6月，里仁公司前身「誠信互助共同採購組織」（簡稱「誠信共購」）形成，開始推廣無農藥、無化肥蔬果。
1997年5月，「誠信共購」制定並施行蔬果及加工食品分級制度。
1998年1月，第一家 里仁商店在基隆市成立；2月，里仁事業股份有限公司成立；6月，首批本土有機「黑美人」西瓜在里仁上架，雖其外表蒼白且味道不甜，但里仁為鼓勵推動有機農業發展，將其全數收購上架販售；12月，將「誠信、互助、感恩」訂定為里仁事業核心價值。
2000年3月，推動農產品驗收制度，以提升有機農產品品質，並增加消費者對有機產品的認識。
2002年2月，由其開發之「無化學添加物」胚芽餅開始上架販售；12月，首度跨足環保清潔用品，推出「天然無泡沫牙膏」，並陸續開發以友善地球為理念的環保日用品。
2003年1月，為支持臺灣本地有機米之耕作生產，與多家廠商共同研發如米麵包、米餅、米果等各類米食加工品；8月，將三芝阿石伯無農藥化肥蓮花上架販售，以促進保育瀕臨絕種的臺北赤蛙並開創經濟發展與生態保育並行的雙贏範例；12月，開始委聘慈心基金會對門市上架加工食品與環保日用品進行專業評鑑。
2004年5月，臺北里仁書軒開幕，主要業務為販售推廣心靈提升、教育、環保生態叢書及心靈音樂唱片和宗教文物；同月，開始推廣販售有機棉商品，以期減少種植棉花使用之化學農藥和製作衣服使用之化學染劑對環境所造成之危害。
2005年1月，發行《里仁為美》刊物，以建立與消費者互動之溝通管道，並期望藉之推廣其經營理念；3月，舉辦首次合作廠商聯誼會；10月，啟用官方網站以增加與消費大眾接觸之管道。
2006年3月，以臺灣在地栽種有機烏龍茶葉為原料開發瓶裝有機茶飲料；12月，開發並引進有機中藥食材。
2007年1月，將全程於臺灣生產之罐裝有機玉米粒上架販售。
2008年1月，成立臺灣地區第一家離島門市澎湖分店以促進澎湖的有機農業、有機生鮮在地加工與銷售之發展；4月，因應臺灣地區《農產品生產及驗證管理辦法》之實施，以民間團體身份舉辦「有機加工驗證」說明會，鼓勵更多食品加工廠商取得有機驗證。
2009年1月，贊助慈心基金會推動淨源計劃，以創造水源保育與經濟發展雙贏局面，其中有「坪林有機茶園輔導與推廣」、「福壽山減農藥蘋果認養」及「阿里山原住民轉做有機」等計畫；6月，成立「品質保證委員會」，以落實商品之品質控管與定期檢測；9月，由收購臺灣冬季盛產過量之蔬菜製成的有機蔬果酵素原液上架販售。
2010年6月，與食品工業發展研究所簽約，進行食品檢驗分析、新品開發及技術轉移等合作計畫；7月7日，與第一商業銀行共同發行信用卡「里仁為美福智聯名卡」；9月，開發米月餅以推廣本土有機米之多元應用；10月，成立里仁網購股份有限公司。
2011年3月，響應慈心基金會推動之「種樹護地球」活動，在全國門市舉辦「種樹護地球」系列活動，將活動檔期商品部分銷售額捐作種樹基金，並推出護樹相關理念商品；6月，支持慈心基金會綠色保育計畫，契作販售綠色保育菱角，並鼓勵更多臺南官田農友投入無農藥化肥之栽培方法以保育當地特有物種水雉；8月，因連續多年每年出資新臺幣五百萬元持續支持新北市集賢庇護工場，獲新北市市長頒獎表揚；9月，與大仁科技大學簽署產學合作備忘錄，以透過該校於中草藥與健康食品的專業研發技術協助本土農產品之商業應用。
2012年4月，推出完全以本土小麥製成之「喜願小麥麵」商品，以期提高本土糧食自主率；6月，響應慈心基金會之綠色保育活動鼓勵高雄茂林地區農民進行農藥減量，收購當地土芒果加工製成芒果青販售，以保護臺灣紫斑蝶之棲息環境；7月，研發推出之有機棉半毛巾襪獲經濟部工業局金點設計獎；8月，經十年研發之「手工米旦卷」推出，並以有機糙米為其主要原料，以支持有機稻作發展；10月，與加拿大在臺辦事處合作舉辦「加拿大有機食品特展」活動，引進具加拿大當地特色的有機農產品與食品；11月，開發以植物來源或有機精油為原料之「LaVieNaturelle」系列保養品。
2013年4月，引進與食品工業發展研究所合作開發之全果技術；7月，推出紅藜、葛鬱金粉以支持原住民種植本土有機農產；9月，推出「活力淨」系列清潔用品；10月，提出誠信互助原料供應鏈之構想。
2014年3月，參與美國 Natural Products Expo West 2014 天然食品展，擴大其北美市場；4月，參加2014新加坡國際食品展，拓展東南亞市場；6月，支持慈心基金會綠色保育計畫推出綠色保育茭白筍，以復育南投埔里當地瀕臨絕種保育物種「台灣副細鯽」；7月，門市數目逾百，並邀請媒體參訪其合作廠商「五惠」和「豆之家」；8月，捐贈物資予全民食物銀行；10月，《里仁為美》刊物改版，在出版形態上由4頁報紙擴增為28頁雜誌。
2015年5月，與慈心有機農業發展基金會、麻園有機農場攜手舉辦「慈心創新機，雲林有機毛豆嘉年華」活動，以響應政府黃金廊道計畫，鼓勵大眾以有機毛豆守護大地，並達到減緩彰化雲林地帶地層下陷及提升農民收益之目標；6月，推動「里仁商品誠信互助原料供應鏈」，邀請原物料廠商提供符合里仁加工食品規範的原物料；8月，推出甲仙農會梅精；10月，「天天 里仁」臉書粉絲專頁及LINE@生活圈社群上線以提供消費者即時資訊；11月，透過門市活動及販售無農藥殘留、不使用落葉劑的高雄美濃紅豆號召消費者支持當地老鷹棲息環境之保護；11月，完成「社會企業平台」資訊登錄，並上傳首份里仁公益報告書；12月 ，與全家超商合作，於其實體門市及網絡通路設立里仁專區。
2016年1月，天下雜誌於專訪里仁後出版《誠食》一書；2月，推動「購物好習慣、出門帶個袋」活動，並於店內提供環保袋租借服務；2月，啟動減塑行動，里仁的包裝減塑，包含：取消有機棉產品塑膠外袋改以紙標籤裸賣、茶包外盒收縮膜改用紙封口貼、取消鐵罐裝產品塑膠蓋或收縮膜等；或者是以環保材質來取代塑膠包材，如餅乾改為紙包裝、塑膠瓶改為玻璃瓶等，蔬果包裝則逐步改用生物可分解袋或部分裸賣。，同月，「天天 里仁」網站上線；3月至5月，與天下雜誌共同邀請農友及廠商於臺灣各地舉辦分享會；5月，邀請33家夥伴廠商共同參與2016臺北國際素食暨有機產品博覽會；6月，其研發之「活力淨洗衣粉」及「歐然妮有機棉衛生棉」入選荒野保護協會舉辦之2016年潔淨海洋產業博覽會；同月，首家海外加盟店於加拿大愛德華王子島夏洛特城(Charlottetown)開幕；7月底，舉辦「遇見護鷹紅豆俠」講座，邀請屏東科技大學鳥類生態研究室研究助理林惠珊、神農獎紅豆農友林清源等人分享其護鷹行動之故事；8月，首次舉辦「種樹淨塑護地球」T恤設計徵稿活動以推廣其「種樹護地球，淨塑護海洋」理念；9月，首次以食品添加物為主題製作發布「小島王國的添加物危機」懶人包於網絡，以增加消費者對食品添加物之認識；10月，大陸地區首家門市於上海市長寧區開幕。
2017年1月，里仁響應衛福部與福智慈善基金會照顧弱勢家庭，特別贊助200位台北市、新北、基隆的弱勢家庭觀賞生態親子劇《熊娃娃的夢》，以支持和推廣生態保育；
3月，里仁偕同餐御宴、豆之家、鈺統、金椿、銀川等五家廠商共同參與美西天然產品博覽會(Natural Products Expo West)，將台灣的優質食品及理念推向國際舞台；4月，里仁深耕台灣19年，舉辦「誠信立足台灣 攜手邁向國際」廠商聯誼會，感謝廠商長期支持里仁，並分享彼此共同的成果與未來的展望。參與嘉賓突破往年達到383人；5月，2017「種樹淨塑護地球」活動，里仁將活動期間的商品銷售之5%收入捐贈至財團法人慈心有機農業發展基金會（簡稱慈心基金會）贊助種樹、淨塑等活動；6月，更新里仁商品誠信分級。全新的里仁商品誠信分級將從過去的四級(有機、優質、良質、安全)調整為三級(有機、優質、良質)，詳細商品誠信分級請見里仁上架規範；7月，加拿大駐臺北貿易辦事處執行處長馬禮安Mario Ste-Marie特地於7月初親臨「里仁加拿大週特展」活動，致贈感謝獎碑给里仁及代表廠商，展現臺加雙方友好互助的情誼；8月里仁自2016年初啟動減塑計劃至今，18個月來已經改善133項產品，估計一年減少約307萬個塑膠包材；9月，里仁參加馬來西亞國際食品展(Food & Hotel Malaysia 2017)偕同長期推動臺灣優質安心食品的加工廠商6家，引動許多國際食品業者與買主的青睞與注目，帶動東南亞及有機產業新契機；10月，里仁於中秋前夕捐贈380盒禮坊心饗玥月餅禮盒給臺灣全民食物銀行，分送給需要的社福團體；11月里仁出席綠色和平「一起聊海廢」活動，與綠色和平、荒野保護協會、回收橡塑膠業者大豐公司、RE-THINK等團體，共同探尋海洋廢棄物汙染問題的解決之道；12月，里仁與慈心基金會共同舉辦「里仁啟動綠色保育新價值」媒體說明會。同月，里仁與慈心基金會參加第一屆馬來西亞有機大會（Malaysia Organic Conference），與馬國產官學各界分享在台灣推廣有機20年的經驗。

## 合作廠商
- 福義軒[40]
- 宏亞食品[41]
- 金蘭醬油[42]
- 豆之家
- 五惠
- 芙玉寶股份有限公司

## 爭議事件
- 2013年，里仁與主婦聯盟等通路於「毒澱粉風暴」中遭查獲販售含有順丁烯二酸的名記豆花產品。[43]
- 2015年10月22至27日間，綠色和平隨機抽驗臺灣各有機通路生鮮蔬果，驗出里仁所售之木瓜含有農藥「貝芬替」；隨後，里仁經查證表示農民使用的有機資材「菸草粉」內含農藥貝芬替成分，因此造成誤用，並將加強把關。[44][45]
- 2016年10月，臺中市政府衛生局針對臺中市各主要通路及廠商進行火鍋料抽驗，里仁遭驗出生菌數量超標，被要求立即下架並限期改善。[46]
- 2017年2月，高雄市專門生產豆製食品的「筌聖老家」食品工廠涉非法僱用且軟禁4名外籍勞工，里仁在官網發出公告暫停與筌聖老家的合作關係，筌聖老家於里仁南區門市的豆製品自即日起全數下架。[47]

## 相關
- 釋日常
- 福智佛教基金會
- 福業國際股份有限公司[48]
- 財團法人慈心有機農業發展基金會[49]

## 里仁門市

### 台灣
台北市
| 門市名稱   | 地址                                 | 電話         |
| 台北旗艦店 | 台北市松山區南京東路四段143號        | 02-8770-7288 |
| 民生圓環店 | 台北市松山區三民路97號               | 02-2761-2779 |
| 武昌博愛店 | 台北市中正區武昌街一段62號           | 02-2383-2765 |
| 龍江榮星店 | 台北市中山區龍江路256號              | 02-2509-5978 |
| 公館台大店 | 台北市大安區羅斯福路三段283巷24號    | 02-2364-5581 |
| 南京伊通店 | 台北市中山區南京東路二段180號        | 02-2517-6307 |
| 莊敬北醫店 | 台北市信義區莊敬路339號              | 02-7739-7748 |
| 大安通化店 | 台北市大安區通化街23號               | 02-2701-0869 |
| 大直北安店 | 台北市中山區北安路598號              | 02-2532-1767 |
| 南昌南門店 | 台北市中正區南昌路一段33號           | 02-2322-2175 |
| 雙連捷運店 | 台北市大同區民生西路80號             | 02-2550-7291 |
| 忠孝復興店 | 台北市大安區忠孝東路三段217巷2弄16號 | 02-2711-9239 |
| 金華金山店 | 台北市大安區金華街181-1號            | 02-2321-1787 |
| 士林文林店 | 台北市士林區文林路422號              | 02-2881-6629 |
| 天母中山店 | 台北市士林區中山北路六段235號        | 02-2832-6648 |
| 關渡喬大店 | 台北市北投區大度路三段165號          | 02-2858-2626 |
| 內湖捷運店 | 台北市內湖區成功路四段182巷6弄1號    | 02-8792-0527 |
| 東湖市場店 | 台北市內湖區東湖路84號               | 02-2631-1492 |
| 萬芳興隆店 | 台北市文山區興隆路三段65號           | 02-2932-9036 |

基隆市
| 門市名稱   | 地址                        | 電話         |
| 基隆信二店 | 基隆市中正區信二路289號     | 02-2426-0292 |
| 基隆城上城 | 基隆市安樂區麥金路231之11號 | 02-2432-9023 |
| 基隆新豐店 | 基隆市中正區新豐街375號     | 02-7746-7273 |

新北市
| 門市名稱     | 地址                        | 電話             |
| 板橋中正店   | 新北市板橋區中正路249號     | 02-2271-0699     |
| 板橋四川店   | 新北市板橋區四川路一段211號 | (02) 7730 - 2306 |
| 板橋江子翠店 | 新北市板橋區文化路二段328號 | 02-7746-2355     |
| 板橋漢民店   | 新北市中和區漢生東路365號   | 02-2221-2397     |
| 中和興南店   | 新北市中和區興南路一段110號 | 02-7729-5788     |
| 永和永貞店   | 新北市中和區永貞路229號     | 02-2929-3769     |
| 新店大坪林店 | 新北市新店區北新路三段114號 | 02-7746-2665     |
| 新店中華店   | 新北市新店區中華路53號      | 02-2910-9665     |
| 三峽學成店   | 新北市樹林區學成路746號     | 02-2680-3938     |
| 三重正義店   | 新北市三重區正義北路341號   | 02-2982-7388     |
| 新莊新泰店   | 新北市新莊區新泰路68號      | 02-8993-2434     |
| 淡水老街店   | 新北市淡水區中正路240號     | 02-2623-0042     |
| 汐止站前店   | 新北市汐止區南昌街23號      | 02-2691-7569     |
| 汐止中興店   | 新北市汐止區中興路222號     | 02-7746-7269     |

桃園市
| 門市名稱   | 地址                          | 電話        |
| 桃園和平店 | 桃園市桃園區和平路128號       | 03-339-4304 |
| 八德東勇店 | 桃園市八德區東勇街129號       | 03-271-3728 |
| 桃園大業店 | 桃園巿桃園區大業路一段369號   | 03-325-8290 |
| 桃園大興店 | 桃園巿桃園區大興西路二段99號  | 03-302-8469 |
| 南崁中山店 | 桃園市蘆竹區中山路18號        | 03-212-0569 |
| 南崁忠孝店 | 桃園市蘆竹區忠孝西路40號      | 03-271-2278 |
| 中壢中美店 | 桃園巿中壢區中美路二段114號   | 03-426-5950 |
| 中壢慈惠店 | 桃園巿中壢區慈惠三街141號     | 03-280-6399 |
| 林口復北店 | 桃園巿龜山區復興北路6巷16號   | 03-275-5489 |
| 龍潭華南店 | 桃園市龍潭區華南路一段113號   | 03-275-3367 |
| 楊梅新農店 | 桃園市楊梅區中山里新農街172號 | 03-275-3329 |

新竹市
| 門市名稱   | 地址                      | 電話        |
| 新竹清大店 | 新竹市東區忠孝路43號      | 03-571-2268 |
| 新竹林森店 | 新竹市北區林森路289號     | 03-522-5850 |
| 新竹經國店 | 新竹市北區經國路二段147號 | 03-533-9151 |
| 竹科關新店 | 新竹市東區關新二街92號    | 03-578-5263 |

新竹縣
| 門市名稱   | 地址                        | 電話        |
| 竹北縣府店 | 新竹縣竹北市光明三路129號   | 03-558-8695 |
| 竹北道禾店 | 新竹縣竹北市莊敬南路188號B1 | 03-621-3918 |
| 竹東北興店 | 新竹縣竹東鎮北興路一段628號 | 03-622-1336 |
| 湖口民族店 | 新竹縣湖口鄉民族街82號      | 03-590-6798 |

宜蘭縣
| 門市名稱   | 地址                        | 電話        |
| 宜蘭中山店 | 宜蘭縣宜蘭市中山路三段174號 | 03-933-4268 |
| 羅東站前店 | 宜蘭縣羅東鎮和平路104號     | 03-954-4461 |

苗栗縣
| 門市名稱   | 地址                     | 電話        |
| 苗栗北安店 | 苗栗縣苗栗市北安街17號   | 037-371-616 |
| 苑裡信義店 | 苗栗縣苑裡鎮信義路28-2號 | 037-855-456 |
| 竹南光復店 | 苗栗縣竹南鎮光復路128號  | 037-775-266 |

台中市
| 門市名稱   | 地址                           | 電話         |
| 台中旗艦店 | 台中市西屯區台灣大道二段669號  | 04-2329-8900 |
| 中清太原店 | 台中市北區中清路一段512號      | 04-37013028  |
| 沙鹿四平店 | 台中市沙鹿區四平街83號         | 04-37079376  |
| 台中潭子店 | 台中市潭子區勝利路158號        | 04-3704-6820 |
| 台中東勢店 | 台中市東勢區豐勢路388號        | 04-2587-7395 |
| 台中學府店 | 台中市南區學府路141號          | 04-2223-1522 |
| 台中忠明店 | 台中市南區忠明南路780號        | 04-2265-5681 |
| 台中學士店 | 台中市北區學士路285號          | 04-2208-7848 |
| 大雅民生店 | 台中市大雅區民生路一段216號    | 04-3707-3533 |
| 太平宜昌店 | 台中市太平區宜昌路560號        | 04-2278-5875 |
| 大里成功店 | 台中市大里區成功二路114號      | 04-2491-1338 |
| 大里益民店 | 台中市大里區益民路二段329號    | 04-2487-5655 |
| 豐原廟東店 | 台中市豐原區信義街145號        | 04-2513-0555 |
| 清水星海店 | 台中市清水區星海路11號         | 04-2622-9175 |
| 大甲鎮瀾店 | 台中市大甲區鎮瀾街180號        | 04-2687-2666 |
| 北屯崇德店 | 台中市北屯區崇德路二段45號     | 04-3707-6120 |
| 北屯昌平店 | 台中市北屯區昌平路二段31巷21號 | 04-2422-4923 |
| 西屯中科店 | 台中市西屯區西屯路三段148-9號  | 04-2462-9986 |
| 西屯逢甲店 | 台中市西屯路2段296-6號         | 04-3707-4958 |
| 南屯公益店 | 台中市南屯區公益路二段600號    | 04-2258-1675 |

南投縣
| 門市名稱   | 地址                            | 電話         |
| 埔里中正店 | 南投縣埔里鎮中正路467號         | 049-298-3556 |
| 南投彰南店 | 南投縣南投市彰南路一段1152號    | 049-224-4163 |
| 草屯碧山店 | 南投縣草屯鎮和平里碧山路61號1樓 | 049-236-2898 |

彰化縣
| 門市名稱   | 地址                          | 電話        |
| 彰化民族店 | 彰化縣彰化市民族路543號       | 04-722-1747 |
| 彰化曉陽店 | 彰化縣彰化市曉陽路33號        | 04-706-0300 |
| 彰化三民店 | 彰化縣彰化市三民路407號       | 04-729-0399 |
| 員林育英店 | 彰化縣員林巿育英路85號        | 04-831-4745 |
| 彰化鹿港店 | 彰化縣鹿港鎮永安里中正路416號 | 04-778-9225 |
| 彰化和美店 | 彰化縣和美鎮竹營里德美路306號 | 04-706-2968 |

雲林縣
| 門市名稱   | 地址                      | 電話        |
| 斗六中山店 | 雲林縣斗六市中山路392號   | 05-536-2135 |
| 斗六後驛店 | 雲林縣斗六市慶生路8號     | 05-534-8708 |
| 虎尾公安店 | 雲林縣虎尾鎮公安路178-6號 | 05-636-3938 |

嘉義市
| 門市名稱   | 地址                  | 電話        |
| 嘉義中山店 | 嘉義市西區中山路475號 | 05-223-0108 |
| 嘉義金山店 | 嘉義市西區金山路106號 | 05-283-3924 |
| 嘉義民族店 | 嘉義市東區民族路122號 | 05-277-8899 |

嘉義縣
| 門市名稱   | 地址                      | 電話        |
| 太保縣府店 | 嘉義縣朴子市朴子七路210號 | 05-362-7371 |

台南市
| 門市名稱   | 地址                          | 電話        |
| 台南林森店 | 台南市東區林森路二段148號     | 06-275-1993 |
| 台南裕農店 | 台南市東區裕農路958號         | 06-331-8559 |
| 台南崇明店 | 台南市東區崇明路405號         | 06-289-8959 |
| 台南文南店 | 台南市南區文南路67號          | 06-265-0682 |
| 台南安中店 | 台南市安南區安中路三段223-5號 | 06-247-8998 |
| 台南歸仁店 | 台南市歸仁區民權南路6號       | 06-703-0181 |
| 永康南工店 | 台南市永康區中華路630號       | 06-303-8898 |
| 台南新營店 | 台南市新營區民治路35-2號      | 06-635-6935 |
| 佳里文化店 | 台南市佳里區文化路322號       | 06-723-8279 |
| 麻豆中正店 | 台南市麻豆區中正路75號        | 06-571-9444 |

高雄市
| 門市名稱   | 地址                          | 電話        |
| 高雄旗艦店 | 高雄市三民區大順二路417號     | 07-384-0701 |
| 前鎮沱江店 | 高雄市前鎮區沱江街130號       | 07-9769919  |
| 三民河堤店 | 高雄市三民區民族一路543巷30號 | 07-345-9965 |
| 自由高醫店 | 高雄市三民區自由一路89號      | 07-322-1419 |
| 中正美麗店 | 高雄市新興區中正四路57號      | 07-281-8599 |
| 新興中正店 | 高雄市新興區渤海街70號        | 07-222-7976 |
| 苓雅英明店 | 高雄市苓雅區英明路149號       | 07-716-8889 |
| 苓雅文化店 | 高雄市苓雅區廣州一街147號     | 07-976-8665 |
| 鼓山華榮店 | 高雄市鼓山區華榮路42號        | 07-586-9898 |
| 高美術館店 | 高雄市鼓山區美術南三路205號   | 07-555-4458 |
| 後昌莒光店 | 高雄市楠梓區慶昌街22號        | 07-362-5789 |
| 小港漢民店 | 高雄市小港區漢民路711號       | 07-806-7769 |
| 左營華夏店 | 高雄市左營區華夏路761號       | 07-346-0188 |
| 左營至聖店 | 高雄市左營區至聖路248號       | 07-558-8959 |
| 高雄岡山店 | 高雄市岡山區中山南路469號     | 07-622-2266 |
| 鳳山曹公店 | 高雄市鳳山區曹公路47號        | 07-745-0989 |
| 鳳山五甲店 | 高雄市鳳山區五甲三路99號      | 07-811-8599 |
| 文山青年店 | 高雄市鳳山區青年路二段495號   | 07-767-8959 |
| 林園忠義店 | 高雄市林園區忠義一街29號      | 07-976-5416 |
| 高雄旗山店 | 高雄市旗山區德昌路55號        | 07-661-8319 |
| 美濃成功店 | 高雄市美濃區成功路139號       | 07-972-1561 |

澎湖縣
| 門市名稱   | 地址                    | 電話        |
| 澎湖馬公店 | 澎湖縣馬公市朝陽路128號 | 06-926-6997 |

屏東縣
| 門市名稱   | 地址                      | 電話        |
| 屏東建豐店 | 屏東縣屏東市建豐路192-1號 | 08-738-0106 |
| 屏東復興店 | 屏東縣屏東市棒球路186號   | 08-753-8726 |
| 屏東廣東店 | 屏東縣屏東市廣東路902號   | 08-732-3682 |

台東縣
| 門市名稱   | 地址                    | 電話        |
| 台東更生店 | 台東縣台東市更生路308號 | 089-348-980 |

## 外部連結
- 天天 里仁 有機網購商店門市天然有機食品有機蔬果農產品 （页面存档备份，存于）
- 天天 里仁的Facebook專頁
- YouTube上的里仁故事館頻道
- 里仁好食光 分享的食譜 - iCook 愛料理 （页面存档备份，存于）
- 里仁  社企流  華文界最具影響力的社會企業平台 Social Enterprise Insights （页面存档备份，存于）
- 里仁事業股份有限公司 - 台灣公司資料
- 里仁網購股份有限公司 - 台灣公司資料